# Вишеградска група
Вишеградска група (Вишеградска четворка, V4) е геополитическо обединение, в което влизат Полша, Унгария, Чехия и Словакия. Основната цел на групата е присъединяването на страните членки към европейската общност и отстояването на общите им интереси в нейните рамки. Четирите държави заемат общо 533 000 км2 площ и имат население от 63 900 000 души.

## История
На 15 февруари 1991 г. премиерът на Унгария Йожеф Антал, президентът на Полша Лех Валенса и президентът на Чехословакия Вацлав Хавел се срещат в унгарския замък Вишеград и учредяват Вишеградския триъгълник. След разделянето на Чехия и Словакия двете нови държави остават част от обединението. Изборът на двореца в града край река Дунав не е случаен. Именно там през 1339 г. се провежда среща между краля на Унгария Карл І, краля на Полша Кажимеж ІІІ и Ян Люксембургски, крал на Бохемия, на която е договорен нов търговски път, позволяващ на трите държави да избегнат монопола на своя мощен съсед, Австрия.
В историята на обединението могат да се обособят няколко етапа, отличаващи се с различна динамика на отношенията между парньорите. В първия (1991 – 1994) водещ е евроидеализмът и стремежът към политическа и икономическа интеграция на страните в Централна Европа. Между 1994 и 1998 г. всяка от държавите поема самостоятелен път за присъединяване към Европейския съюз и между тях се появяват елементи на антагонизъм. Последният период е белязан с приемането на държавите от Вишеградската четворка в ЕС. Тогава се създават отново благоприятни условия за сътрудничество с цел отстояване на общите политически и икономически интереси пред европейските институции.

## Структура и политика
Председателството на Вишеградското обединение се поема на ротационен принцип от всяка една от страните-членки за период от 1 юли до 30 юни следващата година. Премиерите на държавите от V4 се срещат два пъти годишно, а президентите и парламентарните шефове – веднъж. През 2000 година е основан Секретариатът на Международния Вишеградски фонд със седалище в Братислава. Той финансира проекти в областта на културата, науката, международния обмен на младежи, студенти и млади учени не само между четирите централноевропейски държави, но и със страни от бившия социалистически блок.
Концепцията на Вишеградската група се основава на съзнанието за историческото и културното единство на стрените членки, които са обвързани от своето геополитическо положение (на границата между Изтока и Запада), славянския произход (на чехи, поляци и словаци), споделения опит от политическото битие в рамките на Австро-Унгарската империя и в съветската зона на влияние в периода на Студената война. Целите на обединението са носочени към осъществяване на европейска интеграция, при което да се запази културното своеобразие на държавите от региона и с обединени усилия да се отстояват техните социални, икономически и политически позиции в разките на ЕС. На среща на премиерите, проведена в Краков на 5 октомври 1991 година, се определят приоритетните области за съвместно сътрудничество: външна политика, икономика, транспорт, околна среда и наука. На 21 декември 1992 година е подписано Централноевропейското споразумение за свободна търговия (ЦЕФТА), в което постепенно се включват и други държави от Централна, Източна и Югоизточна Европа. През последните години обединението отстоява целенасочена политика, свързана с националната сигурност и защитата на демократичните ценности в Европа. През 2014 г. Вишеградската четворка реагира на нахлуването на руските войски в Крим с подписването на военен пакт, който предвижда създаване на обща бойна част под егидата на НАТО и ЕС. През следващата година държавите от обединението се солидаризират в отказа си да приемат плана за квотния принцип за прием на бежанци в Европа. Все по-често се говори и за възможността за разширяване на формата V4, като през последните години в срещите на върха участват и премиерите на Република Македония и България.